# Jon Jost
Pour les articles homonymes, voir Jost.
Jon Jost est un réalisateur, directeur de la photographie, monteur, scénariste, producteur, acteur et compositeur américain né le 16 mai 1943 à Chicago, Illinois (États-Unis).

## Filmographie

### Comme réalisateur
- 1973 : Speaking Directly
- 1977 : Last Chants for a Slow Dance
- 1977 : Angel City
- 1978 : Chameleon
- 1980 : Godard 1980 (court-métrage)
- 1981 : Stagefright
- 1983 : Slow Moves
- 1986 : Bell Diamond
- 1987 : Plain Talk & Common Sense
- 1988 : Rembrandt Laughing
- 1990 : Sure Fire
- 1990 : All the Vermeers in New York
- 1993 : Frameup
- 1993 : The Bed You Sleep In
- 1994 : Uno a me, uno a te e uno a Raffaele
- 1997 : London Brief
- 1999 : Nas Correntes de Luz da Ria Formosa
- 2000 : 6 Easy Pieces
- 2000 : Roma - un ritratto improvvisario
- 2000 : Muri romani
- 2002 : Oui non
- 2004 : Vergessensfuge
- 2004 : Homecoming
- 2006 : Passages
- 2006 : La Lunga Ombra
- 2007 : Over Here
- 2008 : Parable
- 2009 : Rant
- 2010 : Swimming in Nebraska
- 2011 : Dissonance
- 2011 : Imagens de uma cidade perdida
- 2012 : Trinity
- 2012 : The Narcissus Flowers of Katsura-Shima
- 2013 : Canyon
- 2013 : Coming to Terms
- 2014 : Bowman Lake
- 2014 : Blue Strait
- 2015 : They Had It Coming
- 2018 : Muri Romani II
- 2018 : Again & Again (co-réalisé avec Marcella Di Palo Jost)
- 2019 : Pequenos Milagres
- 2019 : Yellowstone Canyon
- 2020 : Tourists

### Comme directeur de la photographie
- 2000 : Outro País: Memórias, Sonhos, Ilusões... Portugal 1974/1975 de Sérgio Tréfaut
- 2013 : Ghosts of Empire Prairie de Blake Eckard

### Comme producteur
- 1988 : Blood Orgy of the Leather Girls de Meredith Lucas
- 1992 : The Living End de Gregg Araki

### Comme acteur
- 1994 : Mod Fuck Explosion  de Jon Moritsugu : Drummer
- 2013 : Ghosts of Empire Prairie de Blake Eckard : Burl Enright

### Comme compositeur
- 1983 : Slow Moves

## Récompenses et distinctions

### Récompenses
- 1990 : Lauréat du Maverick Spirit Award (en) pour l'ensemble de sa carrière
- 1991 : Lauréat du John Cassavetes Award au Film Independent Spirit Awards
- 1991 : Caligari Film Award de la Berlinale pour All the Vermeers in New York et Sure Fire
- 1993 : Prix du jury œcuménique de la Berlinale (Mention spéciale) pour The Bed You Sleep In
- 1997 : Prix FIPRESCI - Mention spéciale pour London Brief au Festival international du documentaire de Yamagata
- 2001 : Runner-Up Prize pour 6 Easy Pieces au Festival international du documentaire de Yamagata

### Nominations
- 1989 : Prix Robert et Frances Flaherty pour Plain Talk & Common Sense au Festival international du documentaire de Yamagata
- 2001 : Prix Robert et Frances Flaherty pour 6 Easy Pieces au Festival international du documentaire de Yamagata
- 2003 : Prix Robert et Frances Flaherty pour Oui non au Festival international du documentaire de Yamagata
- 2011 : Prix Robert et Frances Flaherty pour Imagens de uma cidade perdida au Festival international du documentaire de Yamagata